# Albert von Keller

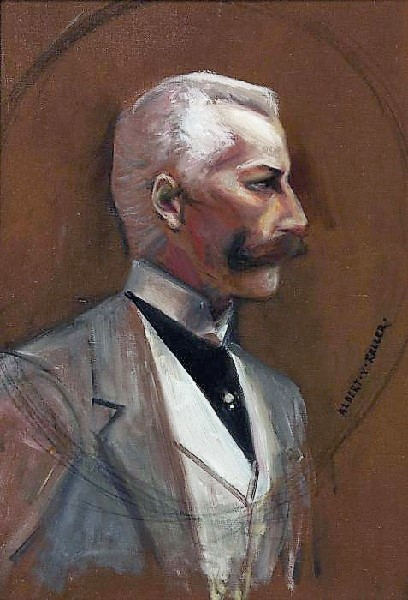
Porträtt av en herre, möjligen ett självporträtt.

Albert von Keller, född 27 april 1844, död 14 juli 1920, var en schweizisk målare.
Keller utbildade sig och bosatte sig därefter i München. Han målade genrescener från eleganta hem, från 1880-talets mitt även mystika ämnen som Jairi dotter, Sömngångerskan och dylikt, dessa senare i starkt dekorativt manér.